# Anny Klawa-Morf

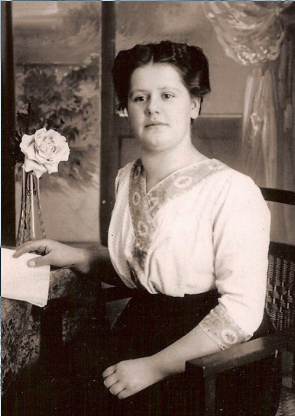
Anny Morf (1909)

Anny Klawa-Morf, geborene Anny Morf (* 10. Januar 1894 in Basel; † 15. April 1993 in Bern), war eine Schweizer sozialistische Frauenrechtlerin.

## Leben
Ihre Eltern waren Robert Heinrich Morf und Emma, geborene Ledermann (1865–1945). Ihr Vater, ein gelernter Bäcker, arbeitete als Hilfsarbeiter und beteiligte sich 1906 am Streik in Albisrieden wodurch er auf eine schwarze Liste kam. Die Familie verlor dabei die fabrikeigene Wohnung der Maschinenfabrik Schäppi & Schweizer und stand mit dem Mobiliar vier Tage auf der Strasse. Anny vernichtete mit ihrer Mutter den Gemüsegarten, um ihn nicht einer Streikbrecherfamilie zu überlassen.

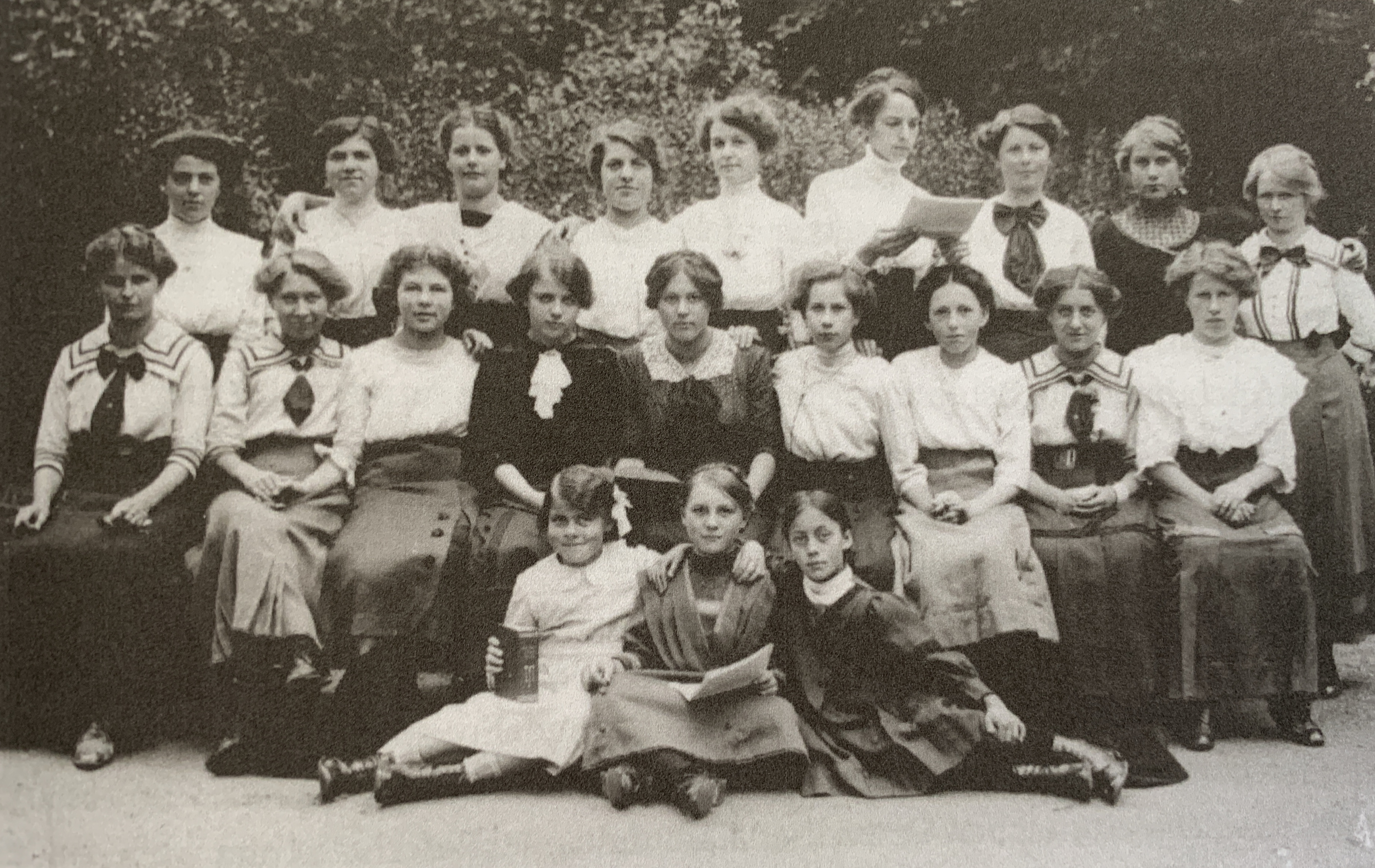
Sozialistische Mädchengruppe (1911). Anny Morf: Stehend, 3. von links. Links auf dem Boden sitzend: ihre jüngere Schwester Rösy.

Anny Morf arbeitete ab 1908 in der Seidenweberei Baumann älter in Höngg. Sie trat dabei den sozialistischen Jungburschen bei und 1909 in den Arbeiterinnenverein und in den Textilarbeiterverband. 1910/1911 gründete sie eine «Sozialistische Mädchengruppe» und trat in die Sozialdemokratische Partei der Schweiz ein. An den Sitzungen des linksextremen Debattierklubs «Kegelklub» nahmen neben ihr unter anderen regelmässig Willi Münzenberg, Rosa Bloch-Bollag, Fritz Platten, Willi Trostel und Ernst Nobs teil. Charitonow hatte hier Lenin eingeführt. 1912 nahm sie am so genannten Friedenskongress der Zweiten Internationale in Basel teil. Als Mitglied der Streikleitung fand sie danach keine Anstellung mehr. Es folgten mehrere Jahre Gelegenheitsarbeiten, Aufenthalte im Ausland sowie in Gefängnissen.
Nach dem Ersten Weltkrieg trat sie aus der Kirche aus. Erfahrungen in der Familie machten sie misstrauisch gegenüber Männern. Als Mitarbeiterin Ernst Tollers war sie bei der «Roten Armee» in Dachau, erlebte den Zusammenbruch der Münchner Räterepublik und wurde in Stadelheim inhaftiert.
Ab 1921 lebte sie in Bern, arbeitete ab 1922 in einer Seidenfabrik und trat in die Sozialdemokratische Partei Länggasse ein. Im gleichen Jahr heiratete sie den 1905 eingereisten lettischen Revolutionär Jānis Kļava (1876–1956), der die Tochter Elisabeth (Susy; 1910–1947) hatte. Er war Typograf und ein Bekannter des in Castagnola exilierten Dichters Rainis. Anny wandte sich nun publizistischer Tätigkeit zu und begann gemeinsam mit Karl Geissbühler mit dem Aufbau der Berner Kinderfreunde der Roten Falken, die sie bis 1967 leitete. 1936 organisierte sie die Spanienhilfe des Schweizerischen Arbeiterhilfswerks (SAH).
Nach Jānis Kļavas Tod arbeitete sie zunächst als Wasch- und Putzfrau, bis sie eine Arbeit bei der SMUV-Krankenkasse erhielt, die sie bis 1978 ausführte.

## Nachlass und Ehrungen

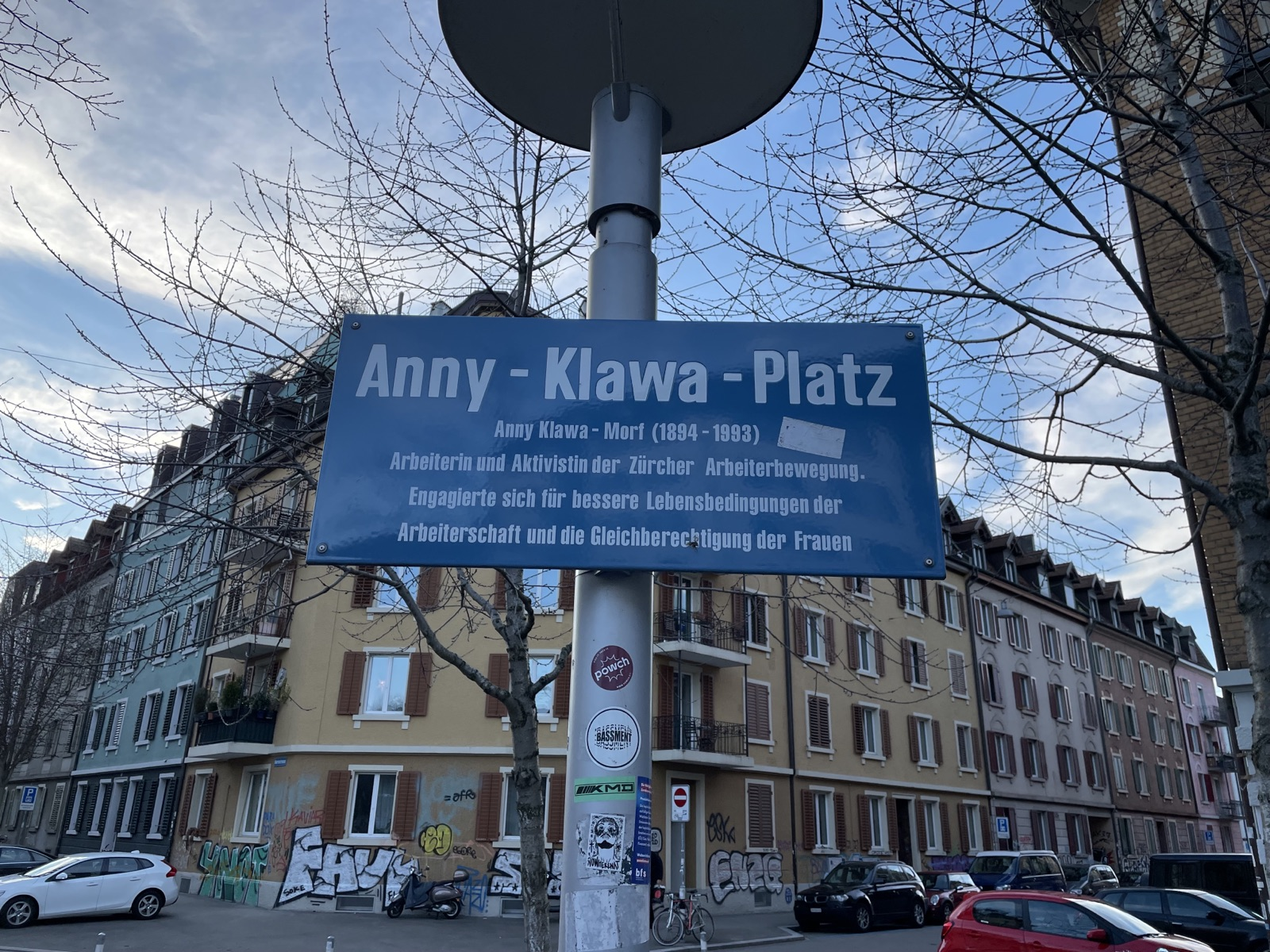
Anny-Klawa-Platz (2023)

1982 wurde im Schweizer Fernsehen unter dem Titel Ich ha nie ufgä ein 50-minütiger Dokumentarfilm von Annette Frei Berthoud und Ellen Steiner über ihr Leben ausgestrahlt. 1994 entstand der Film Anny Klawa-Morf – Nachdenken über eine Arbeiterfrau von Hans-Dieter Rutsch.
Ihr Nachlass, der zahlreiche Korrespondenzen und Fotodokumente beinhaltet, gelangte nach ihrem Tod ins Schweizerische Sozialarchiv.
Als um 2010 im Zuge der Verkehrsberuhigung rund um die Weststrasse in Zürich neue Plätze entstanden waren, wurde der Anny-Klawa-Platz zwischen Lochergut und Bullingerplatz nach ihr benannt.
Im März 2019 wurde von der Sozialdemokratischen Partei der Schweiz die Anny-Klawa-Morf-Stiftung gegründet. Sie versteht sich als parteinahe, aber von der SP Schweiz unabhängige Stiftung. Ihr Fokus liegt auf der politischen Grundlagen- und Bildungsarbeit.